# Argynnina hobartia
Argynnina hobartia là một loài bướm ngày thuộc họ Nymphalidae. Nó là loài đặc hữu của Tasmania.
Sải cánh dài khoảng 30 mm.
Ấu trùng ăn nhiều loại cỏ, bao gồm Lolium perenne.

## Phụ loài
- Argynnina hobartia hobartia (miền đông Tasmania và dãy núi the)
- Argynnina hobartia montana (inland Tasmania ở vùng núi above 900 mét)
- Argynnina hobartia tasmanica (miền tây Tasmania)